# Chester Castle
Chester Castle er en borg i byen Chester i Cheshire, England. Den ligger i den sydvestlige del af det område, som bliver omkranset af Chester bymur. Borgen er opført med udsigt til floden Dee. Den blev opført af Hugh d'Avranches, anden jarl af Chester.
I borgkomplekset findes resterne af den middelalderlige borg sammen med nyklassicistiske bygninger tegnet af Thomas Harrison, som blev opført mellem 1788 og 1813. Dele af de nyklassicistiske bygninger fungerer i dag som Crown Court og militærmuseum. Museet og den middelalderlige del af borgen er i dag en turistattraktion og drives af Cheshire West and Chester på vegne af English Heritage.